# 20. ročník předávání cen Amerického filmového institutu
Na 20. ročník předávání cen Amerického filmového institutu bylo oceněno nejlepších deset filmů a deset televizních programů. Vítězové byli vyhlášeni 4. prosince 2019, zatímco ceremoniál proběhl 3. ledna 2020.

## Nejlepší filmy
- 1917
- Malá lež
- Irčan
- Králíček Jojo
- Joker
- Na nože
- Malé ženy
- Manželská historie
- Tenkrát v Hollywoodu
- Richard Jewell

### Speciální ocenění
- Parazit

## Nejlepší televizní programy
- Čenobyl
- Koruna
- Fosse/Verdonová
- Hra o trůny
- Pose
- Boj o moc
- Neuvěřitlená
- Viceprezident(ka)
- Watchmen
- Když nás vidí

### Speciální ocenění
- Potvora